# 富士見町 (広島市)
富士見町（ふじみちょう）は、広島県広島市中区の町名である。丁目は無い。住居表示実施済み。

## 地理
広島市中心部にあり、西に広島市役所、北に三川町、新天地、八丁堀といった繁華街、東にフジグラン広島、国道2号線の南に広島大学跡地の東千田公園。

## 地名
広島市中区富士見町（ふじみちょう）。郵便番号730-0043（広島中央郵便局管区）。

### 地名の由来
この土地から南方向の広島湾沖に、似島の安芸小富士が見えていたことにちなんでいる。

## 道路
北側を平和大通り（広島市道比治山庚午線）、東側を駅前通り（広島市道駅前吉島線）、西側をじぞう通りに囲まれ町域は逆三角形の形をしている。町内を中央通り（広島市道御幸橋三篠線）が南北に通る。その南に国道2号線が通る。

## 主な施設

### 官公庁
- 広島県警察広島東警察署（2018年9月1日、広島市東区二葉の里三丁目に移転。これに伴い、広島市中区全域が広島中央警察署の管轄に変更。）
- 広島市保健所

### 郵便局
- 広島富士見郵便局

### 教育
- 広島市立看護専門学校
- 広島高等歯科衛生士専門学校

## 主な企業
- 広島信用金庫本店
- 広島県信用組合本店

## 人口・世帯数
2018年6月末の人口は1,682人、世帯数は1,197世帯。

## バス路線
中央通り沿いに「富士見町」バス停があり、広電バス・広島バス・広島交通が停車する。
富士見町 バス停（南行き 保健所方面）
- 12（広電バス） 御幸橋方面
- 23 横県線（広島バス） 大学病院方面
- 26 旭町線（広島バス） 旭町方面 夜に3便のみ
- 301 まちのわループ 左回り（広電バス・広島バス・広島交通） 日赤病院前方面

富士見町 バス停（北行き 八丁堀方面）
- 12（広電バス） 牛田方面
- 23 横県線（広島バス） 横川駅方面
- 26 旭町線（広島バス） 広島駅南口方面 朝の1-2便と夜の1-2便のみ
- 302 まちのわループ 右回り（広電バス・広島バス・広島交通） 広島駅新幹線口方面

## 隣接地区
- 国泰寺町
- 小町
- 三川町
- 田中町
- 宝町
- 竹屋町